# Joanna Dyduch
Joanna Dyduch – polska politolożka, profesor nadzwyczajna Uniwersytetu Jagiellońskiego, od 2018 roku pracuje w Instytucie Bliskiego i Dalekiego Wschodu na Wydziale Studiów Międzynarodowych i Politycznych UJ, przez wiele lat związana z Wydziałem Nauk Społecznych Uniwersytetu Wrocławskiego, gdzie uzyskała stopień doktora i doktora habilitowanego.

## Życiorys
Członkini Zarządu Głównego Polskiego Towarzystwa Studiów Europejskich (2019–2023), Rady Doradczej przy waszyngtońskim Israel Institute (2020–2023 i 2023–2026) oraz Rady Dyrektorów Stowarzyszenia Studiów Izraelskich (2021–2025). Od 2011 roku związana jest z Europejskim Stowarzyszeniem Studiów Izraelskich, pełniąc funkcję vice-przewodniczącej (2017-2020), przewodniczącej (2020–2023), obecnie członkini Zarządu.
Jej zainteresowanie badawcze obejmują: teorię i praktykę polityki zagranicznej, analizę polityk publicznych (w tym polityki zagranicznej, polityki bezpieczeństwa i polityki energetycznej).
Stypendystka i stażystka m.in.: Uniwersytetu Hebrajskiego w Jerozolimie (2002–2003), Uniwersytetu Wiedeńskiego (2017), Niemieckiego Instytutu Spraw Międzynarodowych i Bezpieczeństwa (SWP) (2018), Uniwersytetu Mateja Bela w Bańskiej Bystrzycy (2019), Moses Mendelssohn Center for European-Jewish Studies Uniwersytetu Poczdamskiego (2020), Gildenhorn Instytutu Studiów Izraelskich na Uniwersytecie Maryland (USA) w 2022. W 2023–2024 stypendystka programu NAWA im. M. Bekkera na Uniwersytecie Oksfordzkim (Centrum Studiów Hebrajskich i Żydowskich).
Kierownik i wykonawca w krajowych i międzynarodowych projektach badawczych, m.in.: NCN OPUS 2021/43/B/HS5/00780 pt. Bezpieczeństwo energetyczne a rosnąca współzależność międzynarodowa. Izraelska polityka energetyczna w procesie tranzycji, Cooperation Partnerships in Higher Education (KA220-HED) pt. Jews, Muslims and Roma in the 21st Century Metropolises: Reflecting on Polyphonic Ideal and Social Exclusion as Challenges for European Cohesion, HORIZON-CL2-2021-DEMOCRACY „Rethinking and Reshaping the EU’s Democracy support in its Eastern and Southern Neighbour”.

## Publikacje
Autorka wielu publikacji naukowych, w tym między innymi:
- Dyduch J., I. Kosir, S. Jakubowski, J. Usiak, Poland and Slovakia – bilateral relations in the multilateral context (2004-2016), Ibidem Press Stuttgart 2017.
- Dyduch J., Europeizacja polskiej polityki zagranicznej w perspektywie realizmu strukturalnego, Wydawnictwo Uniwersytetu Wrocławskiego, Wrocław 2016.
- Dyduch J., Stosunki polsko-izraelskie w latach 1990–2009. Od normalizacji do strategicznego partnerstwa, Wydawnictwo Trio, Warszawa 2010.
- Dyduch J., P. Mikiewicz, S. Rzeszótko, Krytyczne wprowadzenie do teorii stosunków międzynarodowych, Oficyna Wydawnicza Arboretum, Wrocław 2006.